# کاتونا (نیویورک)
کاتونا (به انگلیسی: Katonah) یک منطقهٔ مسکونی در ایالات متحده آمریکا است که در شهرستان وستچستر، نیویورک واقع شده‌است. کاتونا ۲٫۱ کیلومتر مربع مساحت و ۱٬۶۷۹ نفر جمعیت دارد و ۷۱٫۶۳ متر بالاتر از سطح دریا واقع شده‌است.